# Otterndorf
Otterndorf község Németországban, Alsó-Szászországban, a Cuxhaveni járásban. Lakosainak száma 7555 fő (2023. december 31.).

## Testvértelepülések
- Penzlin
- Sheringham